# والتر وارنی
والتر وارنی (انگلیسی: Walter Varney) (زاده ۲۶ دسامبر ۱۸۸۸ - درگذشته ۲۵ ژانویه ۱۹۶۷) کارآفرین، خلبان، بازرگان و مدیر ارشد اجرایی آمریکایی بود، که دو شرکت هواپیمایی یونایتد ایرلاینز و کنتیننتال ایرلاینز را تأسیس نمود.